# Josiesley Ferreira
Pour les articles homonymes, voir Ferreira.
Josiesley Ferreira Rosa est un footballeur brésilien né le 21 février 1979 à Uberlândia.